# Ромпри, Роберт
Роберт Эдвард «Боб» Ромпри (англ. Robert Edward "Bob" Rompre; 11 апреля 1929, Интернешнл-Фоллс, Миннесота, США — 13 сентября 2010, Сан-Прейри, Висконсин, США) — американский хоккеист, серебряный призёр зимних Олимпийских игр в Осло (1952).

## Спортивная карьера
Занимался хоккеем, получая спортивную стипендию в колледже Колорадо. Во время корейской войны служил морским пехотинцем, что, однако, не помешало ему принять участие на зимней Олимпиаде в Осло (1952). Спортсмен отличился в игре против команды Финляндии, которую сборная США выиграла со счетом 8:2, четыре шайбы на счету Ромпри. В итоге вместе с партнерами по команде поднялся на вторую ступень пьедестала почёта вслед за чемпионами из команды Канады.
После окончания военной службы ему предложили выступать за «Нью-Йорк Рейнджерс», но он отказался, предпочтя окончить колледж. Затем спортсмен переезжает в Уоупан (штат Висконсин), где выступает за Fond du Lac Bears, в составе которого дважды становится чемпионом штата. После завершения игровой карьеры до 1975 года тренировал эту команду.
В 1989 году был награждён хоккейной премией Уильяма Тафта Тайера за вклад в развитие этого вида спорта среди молодежи штата Висконсин. За свои спортивные достижения в 1992 году был введен в Зал хоккейной славы США.